# Eclissi solare del 20 luglio 1963
L'eclissi solare del 20 luglio 1963 è un evento astronomico che ha avuto luogo il suddetto giorno attorno alle ore 20.36 UTC.
L'eclissi, di tipo totale, è stata visibile in alcune parti dell'Asia (Giappone), del Nord America (Alaska, Canada e Stati Uniti d'America), del Centro America e dell'Oceano Pacifico.
L'eclissi è durata 1 minuto e 40 secondi.